# 地震信号处理
地震信號處理（Seismic signal processing），為數位信號處理（DSP）的子研究領域之一，主要著重於地震資料的處理，來達到雜訊抑制、增強信號以及地震事件在地表下遷移位置的分析。地震信號處理有助於提供地質學家更加明顯和準確的地下構造實現更好的詮釋。

## 概述
地震信號處理源自地震學的研究，並結合數位信號處理的技術。地震學研究地震以及地震波在地球內部傳播的學問。同時，也研究其它由地震引發的現象，如海嘯；以及引起地震的原因，如板塊運動、火山運動等。
地震在地球內部引發地震波，透過觀察地震波在地球內部的傳播，地質學家可以試圖了解和推斷出地球內部的結構和構造。因此，今日除了自然發生的地震，主動性使用人工爆破所產生的地震波，讓人們可以探測地底下的石油貯藏、岩石結構、鹽礦、地層的結構和被埋沒的隕石坑等等。

## 處理方式
處理通常包括
- 反褶積（deconvolution）
- 速度分析
- 正常/傾角時差（normal/dip moveout）
- 靜校正
- 疊加
- 遷移

## 數位信號處理的地震工程應用

### 小波轉換
最早的小波轉換工程應用是在石油地震探勘信號處理領域。西元1970年代，在法國石油公司工作的年輕地球物理學家莫列特（Morlet）提出小波轉換（WT）的概念。西元1980年代，他開發了連續小波變換（Continuous wavelet transform，CWT）。
小波分析因為具有良好的時頻局部化性質而優於傳統的傅立葉分析。淺層地震的探勘信號組成以低頻信號為主，透過應用小波轉換的多解析度分析（multi-resolution analysis）方法，能夠將淺層地震探勘信號中混雜的折射波、反射波和表面波分離出來。
小波轉換是一種信號的時間－尺度(時間－頻率分析方法)，它具有多解析度分析的特點，而且在時頻兩域，都具有表徵信號局部特徵的能力，是一種視窗大小固定不變但形狀可改變，時間窗（time window）和頻率窗（frequency window）都可以改變的時頻局部化分析方法。也就是在低頻部分具有較高的頻率解析度和較低的時間解析度，而在高頻部分具有較高的時間解析度和較低的頻率解析度，很適合於探測正常信號中夾帶的瞬態反常現象並展示其成分，所以被譽為分析信號的顯微鏡，利用連續小波轉換進行動態系統故障檢測與診斷具有良好的效果。
正是小波轉換在低頻部分具有較高的頻率解析度和較低的時間解析度。近些年來，小波變換在地球物理學資料的處理上得到了廣泛的應用。在地震資料的處理上，小波轉換主要應用在地震資料的壓縮、提高解析度和信號去除雜訊（noise）等方面。

### 史托克威爾轉換
較早把史托克威爾轉換（S轉換，Stockwell Transform）引入到工程應用，就是石油地震探勘的地震信號時頻分析方面，主要用於地震信號的去雜訊和地震波頻域衰減屬性分析等。
史托克威爾轉換首先是由Stockwell等人（1996）所提出，他們用一種特殊的母波（mother wavelet）做小波轉換後，再進行相位校正。該特殊母波其實並不滿足小波零均值（zero mean）的條件，因此實際上並非真正的小波轉換。但乘上相位因子後，卻能巧妙的與傅立葉轉換結合。史托克威爾轉換中的弦波調制項（modulating sinusoids）對時間軸固定，而靠高斯視窗（Gaussian window）的移動（translates）和延伸（dilates）獲得小波轉換的效果。所以史托克威爾轉換具有小波轉換所缺少的可逆性，又可利用快速傅立葉轉換（FFT）的方法運算，且維持與傅立葉頻譜的相關性。史托克威爾轉換以高斯視窗為基底函數來回移動，可以分析時頻域特質，雖然直接和傅立葉頻譜相關，但是史托克威爾轉換的優點是它局部化的高斯視窗可以將信號詳細轉換，更提高了在頻率域的解析度。

### 最大熵功率譜估計
最大熵頻譜估計（Maximum entropy spectral estimation）是一種頻譜密度估計的方法。目標是提高基於最大熵（Maximum entropy）原理的光譜品質。這個方法是基於選擇最隨機或最不可預測的時間序列，這些時間序列的自相關函數（autocorrelation function）符合某些已知值的光譜。
這個假設，對應於統計力學和消息理論兩者中，使用的最大熵的觀念，是最大限度地不明確的關於時間序列的自相關函數的未知值。這是一個簡單的最大熵模型的應用，適合任何類型的頻譜，而且可被應用於所有將資料以頻譜形式呈現的領域

### 希爾伯特─黃轉換
希爾伯特─黃轉換（Hilbert-Huang Transform，HHT）是台灣中央研究院院士黃鍔根據近代知名數學家Hilbert的數學理論設計，一種新的時頻分析方法，適合用來獲取非線性和非穩定信號的時間頻率變化。過程分成兩個步驟
- 經驗模態分解（Empirical Mode Decomposition，EMD）

希爾伯特─黃轉換的關鍵步驟是經驗模態分解（EMD），可將訊號分解為帶有物理意義的本質模態函數（Intrinsic Mode Function，IMF）。訊號在經過經驗模態分解後，各種頻率成分會以本質模態函數的形式從時間曲線中分離出來。各個本質模態函數分量都是平穩訊號或簡單的非線性訊號，具有簡單的非線性特徵，且訊號會隨著時間變化，具有時間上的局部化特徵。經驗模態分解可以被解釋為一個篩選過程，從最小的特徵尺度篩選信號，並獲得本質模態函數的最短週期，然後通過一系列篩選。這個過程也體現了多解析度分析的過濾過程。
- 希爾伯特轉換（Hilbert Transform）

對本質模態函數序列進行希爾伯特轉換後，可得到包含時間、頻率以及振幅三者的頻譜，稱作希爾伯特頻譜（Hilbert Spectrum）。和其他分析方式相比，希爾伯特─黃轉換更適合用於非線性和非穩定的信號。
經驗模態分解（EMD）分解的效率相當高。同時，因為它不依賴於傅立葉，小波要求的基礎功能，它的適應性好，所以能更有效地反映的內部特徵的信號，並且避免信號能量的擴散和洩漏。希爾伯特─黃轉換方法不僅可以達到去除雜訊的效果，而且還可以充分保留了信號的非線性和非穩定特徵。非線性和非穩定正好就是地震信號所具有的特性，因此，希爾伯特─黃轉換適合用於地震信號的雜訊去除。